# Ombligo secreto
Ombligo Secreto es un álbum de estudio del grupo Ciudad Jardín perteneciente a la compañía discográfica Hispavox editado en el año 1995 compuesto por 10 canciones, en la portada del álbum se visualiza la imagen de un cuerpo desnudo en la oscuridad.

## Lista de canciones
| N.º | Título                      | Duración |  |
| 1.  | «Mieeente»                  |          |  |
| 2.  | «Míreme, Miss»              |          |  |
| 3.  | «La Más Barata Sombrilla»   |          |  |
| 4.  | «Haría Lo Que Fuera Por Ti» |          |  |
| 5.  | «Era Fácil»                 |          |  |
| 6.  | «Onono nono noo»            |          |  |
| 7.  | «Caminos Distintos»         |          |  |
| 8.  | «Sólo Una Voz»              |          |  |
| 9.  | «Una Americana»             |          |  |
| 10. | «Es Imposible»              |          |  |